# Jiangsu Nanzi Paiqiu Dui 2014-2015
Questa voce raccoglie le informazioni riguardanti lo Jiangsu Nanzi Paiqiu Dui nelle competizioni ufficiali della stagione 2014-2015.

## Organigramma societario
Area tecnica
- Allenatore: Lu Weizhong

## Rosa
| N° | Nome          | Ruolo | Data di nascita   | Nazionalità sportiva |
| -- | ------------- | ----- | ----------------- | -------------------- |
| 1  | Li Chen       | C     | 24 marzo 1992     | Cina                 |
| 2  | Wei Jiacai    | C     | 25 gennaio 1995   | Cina                 |
| 3  | Zhou Hong     | P     | 1º ottobre 1986   | Cina                 |
| 4  | Lu Zhen       | S     | 7 marzo 1988      | Cina                 |
| 5  | Yu Yaocheng   | P     | 19 agosto 1995    | Cina                 |
| 6  | Zhang Chen    | S     | 28 giugno 1985    | Cina                 |
| 7  | Fang Haoyu    | C     | 24 agosto 1989    | Cina                 |
| 8  | Pan Chenyuan  | S/O   | 21 gennaio 1990   | Cina                 |
| 9  | Liu Xiangdong | S/O   | 23 febbraio 1993  | Cina                 |
| 10 | Yang Tianyuan | L     | 28 giugno 1994    | Cina                 |
| 11 | Dai Huaqiang  | L     | 16 gennaio 1994   | Cina                 |
| 12 | Xia Jin       | S     | 10 maggio 1991    | Cina                 |
| 13 | Li Shaojian   | C     | 14 agosto 1990    | Cina                 |
| 14 | Li Yu         | S     | 29 aprile 1994    | Cina                 |
| 15 | Chen Ping     | S/O   | 1º settembre 1989 | Cina                 |
| 16 | Meng Xianyi   | P     | 18 febbraio 1988  | Cina                 |
| 17 | Yao Yongjing  | L     | 23 maggio 1987    | Cina                 |
| 18 | Gu Fei        | S     | 23 gennaio 1991   | Cina                 |
| 19 | Huang Cao     | P     | 6 gennaio 1994    | Cina                 |
| 20 | Tang Chao     | S     | 6 gennaio 1995    | Cina                 |

## Mercato
| Acquisti | Acquisti      | Acquisti | Acquisti |
| R.       | Nome          | da       | Modalità |
| -------- | ------------- | -------- | -------- |
| C        | Wei Jiacai    | ?        | ?        |
| P        | Yu Yaocheng   | ?        | ?        |
| L        | Yang Tianyuan | ?        | ?        |
| S        | Xia Jin       | ?        | ?        |
| S        | Li Yu         | ?        | ?        |
| P        | Huang Cao     | ?        | ?        |
| S        | Tang Chao     | ?        | ?        |

| Cessioni | Cessioni    | Cessioni | Cessioni |
| R.       | Nome        | a        | Modalità |
| -------- | ----------- | -------- | -------- |
| S        | Wen Tianyi  | ?        | ?        |
| C        | Tang Wei    | ?        | ?        |
| S        | Zhou Minmin | ?        | ?        |
| S        | Li Zhu      | ?        | ?        |
| S        | Zhao Hao    | ?        | ?        |

## Risultati

### Volleyball League A

#### Regular season

##### Prima fase
| 1ª giornata - 16 novembre 2014 Xuchang College Gymnasium, Xuchang           | Henan    | 2 - 3 | Jiangsu  | 25-12, 25-23, 19-25, 23-25, 17-19 |
| 2ª giornata - 20 novembre 2014 University of Technology Gymnasium, Nanchino | Jiangsu  | 3 - 1 | Hebei    | 20-25, 25-14, 28-26, 25-23        |
| 3ª giornata - 23 novembre 2014 University of Technology Gymnasium, Nanchino | Jiangsu  | 3 - 0 | Zhejiang | 25-17, 25-21, 25-17               |
| 4ª giornata - 27 novembre 2014 University of Technology Gymnasium, Nanchino | Jiangsu  | 3 - 0 | Bayi     | 25-19, 25-20, 26-24               |
| 5ª giornata - 30 novembre 2014 University of Technology Gymnasium, Nanchino | Jiangsu  | 2 - 3 | Beijing  | 24-26, 20-25, 25-21, 25-23, 9-15  |
| 6ª giornata - 4 dicembre 2014 University of Technology Gymnasium, Nanchino  | Jiangsu  | 3 - 1 | Henan    | 25-20, 21-25, 25-17, 25-17        |
| 7ª giornata - 7 dicembre 2014 Shijiazhuang Zhongshan Stadium, Shijiazhuang  | Hebei    | 1 - 3 | Jiangsu  | 25-22, 23-25, 19-25, 19-25        |
| 8ª giornata - 11 dicembre 2014 Shaoxing City Gymnasium, Shaoxing            | Zhejiang | 3 - 0 | Jiangsu  | 25-22, 25-20, 25-16               |
| 9ª giornata - 14 dicembre 2014 Glory Stadium, Pechino                       | Beijing  | 2 - 3 | Jiangsu  | 25-18, 25-17, 24-26, 19-25, 9-15  |
| 10ª giornata - 18 dicembre 2014 Huaibei Stadium, Huaibei                    | Bayi     | 3 - 0 | Jiangsu  | 25-13, 25-18, 26-24               |

##### Seconda fase
| 11ª giornata - 21 dicembre 2014 University of Technology Gymnasium, Nanchino | Jiangsu  | 3 - 1 | Sichuan  | 25-13, 23-25, 25-22, 25-18        |
| 12ª giornata - 25 dicembre 2014 University of Technology Gymnasium, Nanchino | Jiangsu  | 1 - 3 | Shanghai | 23-25, 23-25, 25-22, 22-25        |
| 13ª giornata - 28 dicembre 2014 Ziyang Stadium, Ziyang                       | Sichuan  | 3 - 0 | Jiangsu  | 25-19, 25-22, 25-18               |
| 14ª giornata - 1º gennaio 2015 Luwan Gymnasium, Shanghai                     | Shanghai | 3 - 2 | Jiangsu  | 24-26, 25-27, 25-22, 25-20, 15-12 |
| 15ª giornata - 4 gennaio 2015 University of Technology Gymnasium, Nanchino   | Jiangsu  | 2 - 3 | Shandong | 22-25, 29-27, 26-28, 27-25, 7-15  |
| 16ª giornata - 8 gennaio 2015 University of Technology Gymnasium, Nanchino   | Jiangsu  | 3 - 0 | Fujian   | 25-20, 25-22, 25-18               |
| 17ª giornata - 11 gennaio 2015 Laiwu City Gymnasium, Laiwu                   | Shandong | 1 - 3 | Jiangsu  | 25-22, 21-25, 23-25, 22-25        |
| 18ª giornata - 15 gennaio 2015 Fujian Normal University Gymnasium, Fuzhou    | Fujian   | 0 - 3 | Jiangsu  | 15-25, 23-25, 17-25               |

#### Play-off scudetto

##### Semifinale
| Gara 1 - 18 gennaio 2015 University of Technology Gymnasium, Nanchino | Jiangsu  | 1 - 3 | Shandong | 21-25, 17-25, 25-22, 18-25 |
| Gara 2 - 22 gennaio 2015 Laiwu City Gymnasium, Laiwu                  | Shandong | 3 - 0 | Jiangsu  | 25-19, 25-16, 25-17        |

##### Finale 3º posto
| Gara 1 - 29 gennaio 2015 Glory Stadium, Pechino                       | Beijing | 3 - 0 | Jiangsu | 25-16, 25-22, 25-20               |
| Gara 2 - 3 febbraio 2015 University of Technology Gymnasium, Nanchino | Jiangsu | 2 - 3 | Beijing | 25-18, 28-26, 21-25, 20-25, 18-20 |

## Statistiche

### Statistiche di squadra
| Competizione        | Punti | In casa | In casa | In casa | In trasferta | In trasferta | In trasferta | Totale | Totale | Totale |
| Competizione        | Punti | G       | V       | P       | G            | V            | P            | G      | V      | P      |
| ------------------- | ----- | ------- | ------- | ------- | ------------ | ------------ | ------------ | ------ | ------ | ------ |
| Volleyball League A | 25    | 11      | 6       | 5       | 11           | 4            | 7            | 22     | 10     | 12     |
| Totale              | -     | 11      | 6       | 5       | 11           | 4            | 7            | 22     | 10     | 12     |

G = partite giocate; V = partite vinte; P = partite perse

### Statistiche dei giocatori
| Giocatore | Volleyball League A | Volleyball League A | Volleyball League A | Volleyball League A | Volleyball League A | Totale | Totale | Totale | Totale | Totale |
| Giocatore | P                   | PT                  | AV                  | MV                  | BV                  | P      | PT     | AV     | MV     | BV     |
| --------- | ------------------- | ------------------- | ------------------- | ------------------- | ------------------- | ------ | ------ | ------ | ------ | ------ |
| Chen P.   | ?                   | ?                   | ?                   | ?                   | ?                   | ?      | ?      | ?      | ?      | ?      |
| Dai H.    | ?                   | ?                   | ?                   | ?                   | ?                   | ?      | ?      | ?      | ?      | ?      |
| Fang H.   | ?                   | 189                 | 136                 | 40                  | 13                  | ?      | 189    | 136    | 40     | 13     |
| Gu F.     | ?                   | ?                   | ?                   | ?                   | ?                   | ?      | ?      | ?      | ?      | ?      |
| Huang C.  | ?                   | ?                   | ?                   | ?                   | ?                   | ?      | ?      | ?      | ?      | ?      |
| Liu X.    | ?                   | 351                 | 300                 | 30                  | 21                  | ?      | 351    | 300    | 30     | 21     |
| Li C.     | ?                   | ?                   | ?                   | ?                   | ?                   | ?      | ?      | ?      | ?      | ?      |
| Li S.     | ?                   | ?                   | ?                   | ?                   | ?                   | ?      | ?      | ?      | ?      | ?      |
| Li Y.     | ?                   | ?                   | ?                   | ?                   | ?                   | ?      | ?      | ?      | ?      | ?      |
| Lu Z.     | ?                   | 207                 | 178                 | 19                  | 10                  | ?      | 207    | 178    | 19     | 10     |
| Meng X.   | ?                   | ?                   | ?                   | ?                   | ?                   | ?      | ?      | ?      | ?      | ?      |
| Pan C.    | ?                   | ?                   | ?                   | ?                   | ?                   | ?      | ?      | ?      | ?      | ?      |
| Tang C.   | ?                   | ?                   | ?                   | ?                   | ?                   | ?      | ?      | ?      | ?      | ?      |
| Wei J.    | ?                   | ?                   | ?                   | ?                   | ?                   | ?      | ?      | ?      | ?      | ?      |
| Xia J.    | ?                   | ?                   | ?                   | ?                   | ?                   | ?      | ?      | ?      | ?      | ?      |
| Yang T.   | ?                   | ?                   | ?                   | ?                   | ?                   | ?      | ?      | ?      | ?      | ?      |
| Yao Y.    | ?                   | ?                   | ?                   | ?                   | ?                   | ?      | ?      | ?      | ?      | ?      |
| Yu Y.     | ?                   | ?                   | ?                   | ?                   | ?                   | ?      | ?      | ?      | ?      | ?      |
| Zhang C.  | ?                   | 247                 | 216                 | 19                  | 12                  | ?      | 247    | 216    | 19     | 12     |
| Zhou H.   | ?                   | ?                   | ?                   | ?                   | ?                   | ?      | ?      | ?      | ?      | ?      |

P = presenze; PT = punti totali; AV = attacchi vincenti; MV = muri vincenti; BV = battute vincenti